# Parigi-Roubaix 1975
La Parigi-Roubaix 1975, settantatreesima edizione della corsa, fu disputata il 13 aprile 1975, per un percorso totale di 277,5 km. Fu vinta dal belga Roger De Vlaeminck, giunto al traguardo con il tempo di 6h52'04" alla media di 40,410 km/h davanti ai connazionali Eddy Merckx (del quale eguaglia il record di tre vittorie)  e André Dierickx.
Presero il via da Compiègne 158 ciclisti, 43 di essi tagliarono il traguardo a Roubaix.

## Ordine d'arrivo (Top 10)
| Pos. | Corridore          | Squadra   | Tempo    |
| ---- | ------------------ | --------- | -------- |
| 1    | Roger De Vlaeminck | Brooklyn  | 6h52'04  |
| 2    | Eddy Merckx        | Molteni   | s.t.     |
| 3    | André Dierickx     | Rokado    | s.t.     |
| 4    | Marc Demeyer       | Carpenter | s.t.     |
| 5    | Francesco Moser    | Filotex   | a 2'41"  |
| 6    | Freddy Maertens    | Carpenter | s.t.     |
| 7    | Roger Swerts       | Ijsboerke | a 5'13"  |
| 8    | Walter Godefroot   | Carpenter | a 7'44"  |
| 9    | Guido Van Sweevelt | Maes Pils | a 9'19"  |
| 10   | Gerben Karstens    | Gitane    | a 10'33" |